# Kubu Raya (plaats)
Kubu Raya is een bestuurslaag in het regentschap Bireuen van de provincie Atjeh, Indonesië. Kubu Raya telt 448 inwoners (volkstelling 2010).